# 送り引き落とし
送り引き落とし（おくりひきおとし）とは、相撲の決まり手の一つである。相手の後方に回り込み、相手を自分の前方に引き倒す技。
2000年12月に制定された新しい決まり手のうちの1つで、2002年1月場所9日目に旭鷲山が玉乃島に対して決めたのが、幕内で決まり手としては初めて記録された一番である（2回目も、同年5月場所のこの両者の取組で記録）。直近の記録では、2014年9月場所13日目に宝富士が小結常幸龍に対して、また2018年九州場所初日に佐田の海が大栄翔に対して、2021年春場所千秋楽で霧馬山が宝富士に対して決めている。宝富士は幕内においてこの決まり手での勝ち負けを唯一両方経験している。また2023年名古屋場所5日目に関脇豊昇龍が小結阿炎に対して決めているが、この時の決まり手は当初「送り倒し」と発表されていたが後にこの決まり手に修正された。
また十両では2013年5月場所初日に隆の山が徳真鵬に対して決めている。幕下では2018年5月場所千秋楽に一山本が北磻磨に対して勝っており、他にも2020年7月場所13日目に一山本に対して宇良が決めている。